# Himantura uarnacoides
Himantura uarnacoides är en rockeart som först beskrevs av Pieter Bleeker 1852.  Himantura uarnacoides ingår i släktet Himantura och familjen spjutrockor. IUCN kategoriserar arten globalt som sårbar. Inga underarter finns listade i Catalogue of Life.